# Wędrówki z bestiami
Wędrówki z bestiami (Walking with Beasts) – sześcioodcinkowy serial dokumentalny z 2001 roku, wyprodukowany przez BBC, opowiadający o ewolucji ssaków po wymarciu dinozaurów. Jest kontynuacją serialu Wędrówki z dinozaurami. Zachowuje jego oryginalną formułę. W Polsce serial po raz pierwszy emitowany był przez TVP1 w roku 2002. W oryginalnej wersji lektorem był Kenneth Branagh, natomiast w polskiej wersji lektorką jest Krystyna Czubówna, a konsultantem dr Hanna Dobrowolska.

## Nowy świt
Oryginalny tytuł: New Dawn
- Czas: eocen
- Miejsce kręcenia: Jawa
- Miejsce: Niemcy
- Zwierzęta pojawiające się w odcinku:
- Leptictidium
- Gastornis
- Ambulocetus
- Propaleotherium
- Godinotia
- Formicium (zidentyfikowane na stronie internetowej serialu, „zagrane” przez mrówki)
- Lesmesodon (do jego pokazania został wykorzystany komputerowy model Cynodictis)
- Kentisuchus („zagrany” przez krokodyla)
- Eurotamandua („zagrana” przez tamanduę)
- żaba („zagrana” przez prawdziwe zwierzę)
- ważka („zagrana” przez prawdziwe zwierzę)
- wąż („zagrany” przez prawdziwe zwierzę)
- świerszcz („zagrany” przez prawdziwe zwierzę)
- jaszczurka („zagrana przez prawdziwe zwierzę)
- termity („zagrane” przez prawdziwe zwierzęta)

Pierwszy odcinek opowiada o losach rodziny leptiktidiów żyjących w leśnym poszyciu.
Rano samica tego gatunku wyrusza na polowanie. Po drodze spotyka gastornisa, który właśnie oddalił się od gniazda, aby zapolować i ambuloceta. Pod nieobecność gastornisa jego młode się wykluwa i zostaje pożarte przez mrówki. Tymczasem propaleoterium udaje się nad jezioro. Tam zostaje zaatakowane przez ambuloceta, ale udaje mu się uciec. Przed południem samica Leptictidium wraca do młodych po niezbyt udanym polowaniu. Ambulocet w poszukiwaniu pożywienia wychodzi na ląd. W popołudnie cała rodzina leptiktidiów wyrusza w las. W międzyczasie spotyka przodka konia. Ambulocet zasadza się na niego, ale w ostatniej chwili pojawia się gastornis, który zabija i pożera propaleoterium, pozbawiając przodka wielorybów łupu. W nocy nad jezioro przychodzi mały ssak drapieżny, aby się napić. Przez nieuwagę pada łupem ambuloceta. Tymczasem dochodzi do eksplozji toksycznych gazów zawartych w jeziorze. Ginie wiele zwierząt w tym ambulocet i propaleoterium z powodu emisji toksycznych gazów. Rankiem leptictidium wyrusza ponownie na polowanie. Na drodze spotyka martwego ambuloceta.

## Morskie Potwory
Oryginalny tytuł: Whale Killer
- Czas: eocen
- Miejsce kręcenia: Floryda
- Miejsce: Egipt, Pakistan
- Zwierzęta:
- Basilosaurus
- Moeritherium
- Andrewsarchus
- Apidium
- Embolotherium (zidentyfikowane jako brontotherium)
- Dorudon
- niezidentyfikowane rekiny
- żółw („zagrany” przez prawdziwe zwierzę)
- kraby („zagrane” przez prawdziwe zwierzęta)
- ryby („zagrane” przez prawdziwe zwierzęta)
- sępy kasztanowe („zagrane” przez przedstawicieli swojego gatunku)

Ten odcinek opowiada o losach pewnej samicy bazylozaura. Została ona zapłodniona, a następnie w poszukiwaniu pożywienia ruszyła do namorzynowych kanałów wodnych. Została tam zauważona przez małpy z rodzaju Apidium. One swoim krzykiem poinformowały o tym innych przedstawicieli swojego gatunku, co je uratowało. W międzyczasie niektóre małpy próbowały przeprawić się przez szeroki kanał. W czasie tej przeprawy jedna z nich została zabita przez rekiny. Na podwodnych łąkach pasło się stado meriteriów. Jeden z przedstawicieli tego gatunku, oddalił się i został zaatakowany przez samicę bazylozaura. Niestety, atak okazał się nieudany, a agresor ugrzązł na mieliźnie, choć jakiś czas potem uwolnił się. Tymczasem kryzys trwał też na lądzie. Mimo że trwała pora cielenia, większość młodych brontoteriów urodziła się martwe. Pewna samica tego gatunku, nie zrozumiała, że jej młode jest martwe i dalej czuwała nad nim. Wtedy zostało zaatakowana przez pojedynczego andrewsarchusa, który chciał pożreć ścierwo jej dziecka. Napastnik został odpędzony, ale szybko pojawił się drugi, więc samica nie poradziła sobie z dwoma napastnikami i pierwszy z nich wykradł padlinę wymykając się z nią. Jednak w konsumpcji przeszkodził mu drugi przedstawiciel tego samego gatunku. Samicy emboloterium wydawało się, że jej młode żyje, gdyż rabusie zaczęli nim poruszać, więc zaatakowała ich i odpędziła. W wodzie tymczasem ciężarny wieloryb został zaatakowany przez stado dorudonów, jednak w porę zbiegł. Po jakimś czasie samica bazylozaura wróciła i upolowała parę z nich. Rok później wróciła na otwarte morze ze swoim dzieckiem. Mimo kłopotów udało im się przeżyć.

## Kraina Olbrzymów
Oryginalny tytuł: Land of Giants
- Czas: oligocen
- Miejsce kręcenia: Meksyk, Arizona
- Miejsce: Mongolia
- Indricotherium
- Hyaenodon
- Entelodon
- Cynodictis (zidentyfikowany na stronie internetowej serialu)
- Chalicotherium
- ptaki („zagrane” przez prawdziwe zwierzęta)
- muchówki („zagrane” przez prawdziwe zwierzęta)

W trzecim odcinku poznajemy największe lądowe zwierzę od czasów dinozaurów – Indrikoterium. W pierwszej scenie rozgrywającej się w nocy widzimy rodzącą samicę zaatakowaną przez Hienodony. Zarówno jej, jak i jej młodemu udaje się ujść z życiem. Rankiem samica idzie do wodopoju pozostawiając młode w ukryciu. Nad wodopojem spotyka Cynodictisy oraz Entelodona. Nagle pojawia się drugi Entelodon. Dochodzi do brutalnej walki, w której jeden z drapieżników zostaje ciężko poraniony. Samica wraca do swojego młodego. Wkrótce pojawia się starsze dziecko samicy. Zostaje przez nią odpędzone. Tymczasem Hienodon atakuje stado Chalikoteriów i zabija jednego z nich. Wkrótce zjawiają się trzy Entelodony które odbierają mu padlinę. Nastaje wielka susza. Chalikoteria wędrują w poszukiwaniu pożywienia. Stara samica Indrikoterium wskazuje głównej bohaterce filmu i jej młodemu miejsce, gdzie znajdują się resztki starego wodopoju. Po minięciu suszy samica i jej młode zmuszone są przejść przez rzekę. Młodemu udaje się po raz pierwszy w życiu przepłynąć, ale z trudem wchodzi na błotnistą skarpę. Po jakimś czasie nastaje czas godów. Dwójka głównych bohaterów spotyka dwa dorosłe indrikoteria. Zaczynają one bić się o względy samicy. W końcu zwycięzca zaczyna przez długie godziny kopulować z samicą. Mijają dwa lata. Samica znów zachodzi w ciążę, po czym przegania swoje młode. Młody samiec po kilku miesiącach wraca do niej, zastaje ją jednak już z jej nowym dzieckiem, po czym zostaje odpędzony. Wkrótce spotyka Entelodona, którego jednak z łatwością przegania.

## Nasi Praprzodkowie
Oryginalny tytuł: Next Of Kin
- Czas: pliocen
- Miejsce kręcenia: Republika Południowej Afryki, Etiopia
- Miejsce: Etiopia
- Zwierzęta:
- Australopithecus
- Deinotherium
- Dinofelis
- Ancylotherium
- Metridiochoerus („zagrany” przez guźca)
- szakal czaprakowy („zagrany” przez żywe zwierzę)
- nosorożec biały („zagrany” przez żywe zwierzę)
- sępy („zagrane” przez żywe zwierzęta)
- zebra Grevy’ego (martwa)

Ten odcinek opowiada o naszych bliskich krewnych – australopitekach. A dokładniej o jednym, konkretnym stadzie. W pierwszej scenie widzimy ich grupę nad zwłokami samicy powalonej przez malarię. Szczególnie na jej śmierci ucierpiało jej młode, ochrzczone imieniem Blue, które zostało obecnie najniżej w hierarchii stada. Stado jest rządzone silną ręką przez starego samca – Greya. Na jego miejsce ma chrapkę inny – młody samiec Herkules. Na grupę spada fala nieszczęść. W okolicy pojawiają się wrogo nastawione Deinoteria oraz druga grupa australopiteków, która w końcu wypędza głównych bohaterów z ich rewiru. Rozpoczyna się długa wędrówka, podczas której nasi bohaterowie są zmuszeni opuścić dżunglę i zamieszkać na równinie. Podczas podróży przez sawannę grupa zostaje zaatakowana przez rozwścieczonego młodego samca Deinoterium, który omal nie zabija dziecka dominującej samicy – Bobble. Grupa australopiteków w końcu znajduje dogodne miejsce do osiedlenia się. Podczas obiadu na padlinie zebry dochodzi do potyczki między Greyem a Herkulesem. W końcu Herkulesowi udaje się przegonić Greya i zyskać przewodnictwo w grupie. Tymczasem o sobie daje znać Dinofelis. Zabija on jedną z samic, a kilka dni później atakuje grupę. W chwili gdy Blue, dotąd lekceważone i poniżane, znajduje się w śmiertelnym niebezpieczeństwie, grupa zaczyna go bronić. W końcu Dinofelis ucieka. Blue staje się ważnym krokiem w drodze ewolucji człowieka, bo porwał do działania całą grupę.

## Tygrys szablozębny
Oryginalny tytuł: Sabretooth
- Czas:wczesny plejstocen
- Miejsce kręcenia: Brazylia
- Miejsce: Paragwaj
- Zwierzęta:
- Smilodon
- Fororak[1]
- Macrauchenia
- Megatherium
- Glyptodon Doedicurus

Akcja filmu toczy się w Paragwaju milion lat temu. Film opowiada losy stada smilodonów, któremu przewodzi wielki samiec z ułamanym jednym zębem, imieniem Półząb. W pierwszej scenie filmu ratuje swoje młode przed atakiem Fororaka. Na miejsce Półzęba chrapkę mają jednak dwa inne smilodony – bracia, które wreszcie atakują samca, przepędzają go z jego terytorium i rozpoczynają własne rządy. Półząb oddala się, po drodze spotyka Glyptodony i Megaterium. W następnej scenie filmu widzimy polowanie samic z byłego stada Smilodona na Makrauchenie. Udaje im się zabić jedną z nich. Po skończonym posiłku oddalają się, a padlinę przejmują Fororaki. Tymczasem bracia zabijają dzieci Półzęba, aby samice skupiły się na wychowywaniu ich młodych. Przez następne kilka tygodni stado ma się coraz lepiej, a Półząb coraz gorzej. W końcu udaje mu się odebrać Fororakowi zwłoki młodej makrauchenii, dzięki czemu może się posilić. Tymczasem stado braci podczas obiadu zostaje zaatakowane przez Megaterium. Gdy jeden z braci próbuje się olbrzymiemu leniwcowi przeciwstawić, zostaje zabity. Stado szybko się oddala pozostawiając Megaterium padlinę makrauchenii. Od tego czasu stado ma się coraz gorzej. W końcu Półząb atakuje drugiego z braci nad brzegiem strumienia i po brutalnej walce przegania go. W ostatniej scenie widzimy go ponownie u władzy w stadzie otoczonego samicami i dziećmi.

## Wędrówki mamutów
Oryginalny tytuł: Mammoth journey
- Czas: późny plejstocen
- Miejsce kręcenia: Kanada
- Miejsce: Morze Północne, Belgia, Francja
- Zwierzęta:
- Mamut włochaty
- Homo sapiens fossilis
- Homo neanderthalensis
- Jeleń olbrzymi
- Lew jaskiniowy
- Nosorożec włochaty
- suhaki („zagrane” przez żywe zwierzęta)
- żubry europejskie („zagrane” przez żywe zwierzęta)
- komary („zagrane” przez prawdziwe zwierzęta)
- wilk szary („zagrany” przez żywe zwierzę)

Ostatni odcinek serialu przenosi widzów w czasy epoki lodowcowej. Skupia się na losach grupy mamutów. Rozpoczyna się latem, kiedy grupa mamutów rozkoszuje się krótką porą roku. Tuż obok nich pojawiają się ludzie. Nadchodzi zima. Zarówno mamuty, jak i ludzie wycofują się ze swoich terenów. Rozpoczyna się długa mamucia wędrówka. Tymczasem dwa samce jelenia olbrzymiego biją się o samice i przewodnictwo w stadzie. Zostają zaatakowane przez ludzi. Ginie jeden z nich. Mamuty na swojej drodze spotykają lwy jaskiniowe, posilające się zwłokami człowieka. Wkrótce nadchodzi śnieżyca. Jedna samica z młodym zostaje daleko w tyle za stadem, w końcu zupełnie znikają, po jakimś czasie udaje im się jednak dołączyć do stada. Mija kilka tygodni. Pewien neandertalczyk zbiera chrust i nie zauważa pasącego się w pobliżu nosorożca włochatego. Zostaje zaatakowany, udaje mu się jednak przeżyć. W końcu nastaje lato. Mamuty ponownie się nim rozkoszują, są także popisy godowe nosorożców włochatych. Wkrótce mamuty postanawiają wrócić na równiny. Stado mamutów zostaje jednak nocą zaatakowane przez nenadertalczyków, którzy zabijają kilka z nich, spychając z urwiska, ginie także dominująca samica. W ostatniej scenie mamuty wędrują po polanie, a jeden z ludzi rzeźbi figurkę mamuta, która 30 tysięcy lat później trafia do muzeum.

## Kontrowersje
Więcej: Wędrówki z dinozaurami#Kontrowersje